# David Campbell (Fußballspieler, 1965)
David Anthony Campbell (* 2. Juni 1965 in Eglinton) ist ein ehemaliger nordirischer Fußballspieler. Als rechter Mittelfeldspieler war er nach seinem Anfang in Nottingham zu Beginn der 1980er-Jahre nie länger bei einem Verein beschäftigt und musste noch vor seinem 30. Geburtstag die Profikarriere beenden. Darüber hinaus absolvierte er 10 A-Länderspiele zwischen 1986 und 1988 für die nordirische Nationalmannschaft und war Teil des Kaders der WM-Endrunde 1986 in Mexiko. Dort stand er im letzten Gruppenspiel gegen Brasilien in der Startelf.

## Sportlicher Werdegang
Campbell wurde nordöstlich von Derry in dem Dorf Eglinton geboren. Früh machte er bei den heimischen Oxford United Stars auf sich aufmerksam und schloss sich im Alter von 16 Jahren der Jugendabteilung des englischen Klubs Nottingham Forest an. Zwei Jahre später unterzeichnete er im Juni 1983 seinen ersten Profivertrag in Nottingham. Auf der Lieblingsposition im rechten Mittelfeld war der Weg zum Stammplatz steinig, vor allem weil sich mit den gleichsam jungen Neil Webb und Steve Hodge vielversprechende Konkurrenz bei dem Erstligisten entwickelte. Ihm gelang der sportliche Durchbruch in der Rückrunde der Spielzeit 1985/86 und saisonübergreifend absolvierte er 27 Erstligapartien ohne Unterbrechung. Es war diese gute Form, die Campbell auch ins Sichtfeld der nordirischen Nationalmannschaft im Vorfeld der anstehenden WM-Endrunde 1986 in Mexiko katapultierte. Trainer Billy Bingham nominierte ihn für den Kader, obwohl Campbell zuvor nur ein Länderspiel per Einwechslung gegen Marokko (2:1) bestritten hatte. Im dritten Gruppenspiel gegen Brasilien stand er dann in der Startelf, konnte aber die 0:3-Niederlage und das damit verbundene Aus nach der Vorrunde nicht verhindern.
Nach seiner Rückkehr aus Mexiko konservierte Campbell seine guten Darbietungen. Seine Stärken lagen hier in der Ballsicherheit sowie seinen Körpertäuschungen und Haken, womit er sich dem gegnerischen Strafraum näherte. Offenkundig wurden dabei aber auch seine Schwierigkeiten, die ihm häufig zur Last gelegt wurden. Er wirkte nach guten Aktionen in den gefährlichen Räumen häufig planlos, schoss wild aufs Tor oder verpasste den richtigen Zeitpunkt für eine Ballabgabe. Schnell zog Trainer Brian Clough Konsequenzen und bereits im Februar 1987 wurde Campbell an den Stadtrivalen und Drittligisten Notts County ausgeliehen. Nach seiner Rückkehr fand Campbell zu Beginn der Saison 1987/88 zunächst den Weg zurück in die Mannschaft, aber bei erster Gelegenheit ließ ihn Clough im Oktober 1987 für 75.000 Pfund zum Erstligakonkurrenten Charlton Athletic ziehen. In der nordirischen Nationalelf hatte sich Campbell stabilisiert und absolvierte alle Qualifikationsspiele für die Euro 1988 in Deutschland. Nach der verpassten Qualifikation absolvierte er noch zwei letzte Freundschaftsspiele gegen Griechenland (2:3) und Polen (1:1), bevor Trainer Bingham auf andere Spieler wie Michael O’Neill und Kevin Wilson vertraute.
Nach seiner Beschäftigung bei Charlton Athletic begann Campbells Zeit als „Wandervogel“, der nie längerfristig bei einem Klub verweilte. Die Leihphase bei Plymouth Argyle ab März 1989 wurde noch im selben Monat unterbrochen, da er für 75.000 Pfund an den Zweitligisten Bradford City abgegeben wurde. Nach anderthalb Jahren für die „Bantams“ kehrte Campbell im Dezember 1990 in die nordirische Heimat zu Derry City auf Leihbasis zurück, bevor er nur einen Monat später bei den Shamrock Rovers in Dublin anheuerte. Von dort schlossen sich eine Leihphase beim nordirischen Cliftonville FC (Januar 1992) sowie danach Kurzengagements in England bei Rotherham United (November 1992) und West Bromwich Albion (Februar 1993) an. Ab März 1993 versuchte er sich beim FC Burnley, er wurde dort aber durch Verletzungen geplagt und im Februar 1994 erneut auf Leihbasis zu Lincoln City „abgeschoben“. Im März 1994 zog es ihn zum nordirischen Portadown FC, wo er unter Trainer Ronnie McFall fast das „Double“ gewonnen hätte, letztlich aber nur Vizemeister hinter dem Linfield FC wurde und auch im Pokal das Halbfinale gegen den Bangor FC verlor.
Im August 1994 versuchte er sich erneut im englischen Profifußball, nachdem ihn Trainer Kenny Swain für Wigan Athletic verpflichtet hatte. Nur einen Monat später wurde Swain jedoch entlassen und nach gerade einmal sieben Ligaspielen wurde Campbell im Oktober 1994 freigestellt. Im Januar 1995 zog es ihn zu Cambridge United, wo er ein einziges Spiel absolvierte. Dieses geriet zu einem Desaster und ging mit 0:6 gegen den FC Brentford (nach 0:0 zur Halbzeit) verloren. Dazu brach er sich noch sein Bein, womit die Profikarriere ihr Ende fand. Nach der aktiven Karriere begann sich Campbell für den Jugendfußball zu interessieren und betrieb Sommerakademien.